# Grapska Donja
Grapska Donja är en ort i Bosnien och Hercegovina.   Den ligger i entiteten Republika Srpska, i den centrala delen av landet, 110 km norr om huvudstaden Sarajevo. Grapska Donja ligger 191 meter över havet och antalet invånare är 478.
Terrängen runt Grapska Donja är kuperad åt sydost, men åt nordväst är den platt.Närmaste större samhälle är Doboj, 6,4 km söder om Grapska Donja. 
I omgivningarna runt Grapska Donja växer i huvudsak lövfällande lövskog. Runt Grapska Donja är det ganska tätbefolkat, med 93 invånare per kvadratkilometer.